# Charis estrada
Charis estrada är en fjärilsart som beskrevs av William Schaus 1928. Charis estrada ingår i släktet Charis och familjen Riodinidae. Inga underarter finns listade i Catalogue of Life.